# Fistball ai Giochi mondiali 2025
Le competizioni di fistball  ai Giochi mondiali 2025 si sono svolte dal 9 al 13 agosto 2025 al Tianfu Park di Chengdu, in Cina.

## Podi
| Specialità                  | Oro     | Argento  | Bronzo   |
| Torneo maschile (dettagli)  | Brasile | Germania | Austria  |
| Torneo femminile (dettagli) | Brasile | Svizzera | Germania |

## Medagliere
| Posiz. | Nazione  | Oro | Argento | Bronzo | Totale |
| ------ | -------- | --- | ------- | ------ | ------ |
| 1      | Brasile  | 2   | 0       | 0      | 2      |
| 2      | Germania | 0   | 1       | 1      | 2      |
| 3      | Svizzera | 0   | 1       | 0      | 1      |
| 4      | Austria  | 0   | 0       | 1      | 1      |
| Totale | Totale   | 2   | 2       | 2      | 6      |